# Confluència Frontamplista
La Confluència Frontamplista (en castellà, Confluencia Frenteamplista) (CONFA) és un sector polític socialista de l'Uruguai que forma part de la coalició d'esquerres coneguda com a Front Ampli.

## Història
Originalment no formava part del Front Ampli, tot i tenir militants en les seves files.